# 尼泊尔签证政策
尼泊尔签证政策允许大多数国家的公民申请电子旅行授权或电子落地签证，而印度公民则可以完全自由出入和定居尼泊尔。然而，还有部分国家的公民必须在尼泊尔驻外机构处申请签证方可入境尼泊尔。
在入境时所有访客的护照都必须剩余至少6个月的有效期，入境后每个日历年内总计停留不得超过150天。

## 签证政策地图

尼泊尔签证政策
尼泊尔
可自由迁徙
对所有访客签发免费落地签证
对游客签发免费落地签证
收费落地签证
需要提前办理签证

## 自由迁徙
根据印度-尼泊尔友好条约第7条关于两国公民在两国间迁徙自由的条款， 印度公民无需签证即可入境尼泊尔并做无限期停留。
印度公民可使用以下证件入境尼泊尔：
- 印度护照
- 带照片的选民证（英语：Voter ID (India)）
- 由印度大使馆向居住在尼泊尔的印度公民签发的注册证书
- 由印度大使馆向印度公民签发的紧急身份证

## 落地签证

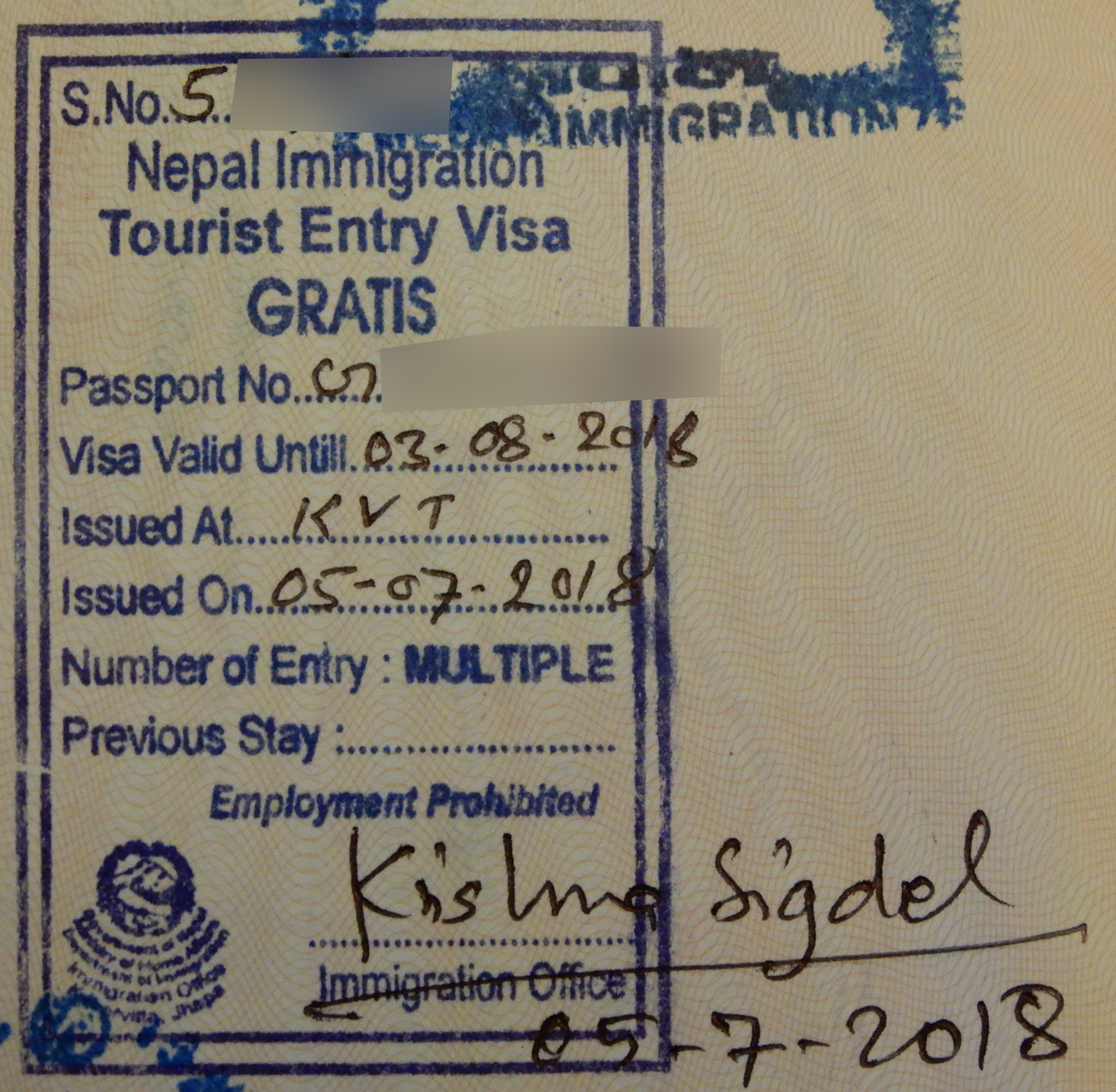
Kakarbhitta口岸签发的免费落地旅游签证

外国公民可办理多次有效的电子落地签证，可停留15/30/90天。
持有紧急护照（旅行证）的外国人不能办理落地签证，欧盟国家签发的该类证件除外。
落地签证可于下列口岸办理：
- 特里布万国际机场（加德满都）
- 科达里（位于中国边境，毗邻樟木镇）
- 比尔甘杰（位于印度边境）
- 马亨德拉讷格尔（位于印度边境）
- 丹加地（位于印度边境）
- 尼泊尔根杰（位于印度边境）
- Kakarbhitta（英语：Kakarbhitta）（位于印度边境）
- 锡陀塔那迦（位于印度边境）

### 免费办理
所有南亚区域合作联盟成员国（阿富汗除外）公民可免费办理停留期30天的落地签证：
| - 不丹 - 馬爾地夫 | - 巴基斯坦 - 斯里蘭卡 |  |

2016年1月1日起，持有在下列地区护照的中华人民共和国公民可以免费办理落地旅游签证：
| - 中国大陆 - 香港 - 澳門 |

## 电子旅行授权（ETA）
外国公民可以申请电子旅行授权入境尼泊尔。

## 需要提前办理签证
下列国家的公民必须在尼泊尔驻外机构处办理签证：
| - 阿富汗 - 喀麦隆 - 衣索比亞 - 伊拉克 | - 利比里亚 - 奈及利亞 - 巴勒斯坦 - 叙利亚 - 辛巴威 |  |

## 非普通护照
以下国家的外交或公务护照持有者可免签证入境尼泊尔：
| - 巴西 - 中國 - 緬甸 | - 俄羅斯 - 泰國 - 越南 |  |

2018年10月，尼泊尔与 签订了互免签证协议，但该协议尚未获得批准。

## 统计信息
前往尼泊尔的观光客主要来自以下国家（不含印度）：
| 国家     | 2016    | 2015    |
| -------- | ------- | ------- |
| 中國     | 66,984  | 123,805 |
| 斯里蘭卡 | 44,367  | 37,546  |
| 美国     | 42,687  | 49,830  |
| 泰國     | 30,953  | 33,422  |
| 英国     | 29,730  | 36,759  |
|          | 18,619  | 24,516  |
|          | 18,112  | 23,205  |
| 日本     | 17,613  | 25,829  |
| 法國     | 16,405  | 24,097  |
| 德国     | 16,405  | 18,028  |
| 合计     | 538,970 | 790,118 |

## 外部連結
- 尼泊尔移民部 （页面存档备份，存于）
  - 在线服务（包括签证申请） （页面存档备份，存于）